# Majiang
Majiang (en chino, 麻江; pinyin, Májiāng (escuchar)ⓘ) es un condado bajo la administración directa de la Prefectura Qiandongnan en la Provincia de Guizhou, República Popular China. 
Su área es de 956 km² y su población total para 2011 superó los 220 mil habitantes. 

## Toponimia
El topónimo Majiang [/ma-chiáng/] significa "río Ma(ha)". Durante las dinastías Ming y Qing, se estableció Maha (麻哈) y en 1930, pasó a llamarse Majiang, llamada así por el río Maha en el norte.
Maha [ ma/xa] es una transliteración al chino de la lengua miao que significa "las aguas". En la zona hay 228 ríos con una longitud total de 712.9 kilómetros y un área de drenaje de 1201.4 kilómetros cuadrados.

## Administración
Desde el 14 de enero de 2016, el Condado Majiang se divide en 7 pueblos que se administran 2 subdistritos, 4 poblados y 1 villa étnica.
- Subdistritos: Xìngshān y Jīnzhú
- Poblados: Gǔdòng, Xuānwēi, Lóngshān y Xiánchāng
- Villa étnica: Bà máng bùyī zú

## Población
A partir de 2011, la población total del condado de Majiang era de 220 100. Las minorías étnicas suman 169 313 habitantes, la población agrícola es de 197 040, la población no agrícola de 17 532, la población residente es de 165 200, de los cuales: la población urbana es de 36 mil.  
A partir de 2011, las minorías étnicas principales son: Han, Miao, Buyi , Yi , Yao, entre otros.

## Geografía
El condado de Majiang se encuentra en la parte central de la provincia de Guizhou, en la parte alta del río Qingshui. Es la puerta oeste de la prefectura autónoma de Qiandongnanen el sureste de Guizhou. El oeste del condado de Majiang está a 109 kilómetros de la capital provincial de Guiyang, a 65 kilómetros de la base de minas de fosfato de Yanfu que es la más grande de Asia y a 37 kilómetros al este de la ciudad de Kaili .
El terreno del condado de Majiang es alto en el norte y el oeste, y bajo en el sur, en la ladera de la meseta de Yunnan-Guizhou. El condado de Majiang está dominado por montañas. Las montañas bajas, las colinas, los valles  y las cuencas representan el 78.4% del área total del condado. El condado de Majiang está a 930 metros sobre el nivel del mar. La altitud más baja en el condado de Majiang es de 576 metros y la altitud más alta es de 1862 metros. El área de tierra del condado de Majiang es 1222.2 kilómetros cuadrados.

## Clima
El condado de Majiang es una zona climática húmeda de monzón subtropical, sin frío en invierno, sin calor en verano, lluvias abundantes, cuatro estaciones distintas, la temperatura promedio anual de 14-16 °C, la precipitación anual de 1200-1500 mm, la humedad relativa de aproximadamente el 80% y un período libre de heladas de 270 hasta 301 días.
| Parámetros climáticos promedio de Majiang (1981−2010) | Parámetros climáticos promedio de Majiang (1981−2010) | Parámetros climáticos promedio de Majiang (1981−2010) | Parámetros climáticos promedio de Majiang (1981−2010) | Parámetros climáticos promedio de Majiang (1981−2010) | Parámetros climáticos promedio de Majiang (1981−2010) | Parámetros climáticos promedio de Majiang (1981−2010) | Parámetros climáticos promedio de Majiang (1981−2010) | Parámetros climáticos promedio de Majiang (1981−2010) | Parámetros climáticos promedio de Majiang (1981−2010) | Parámetros climáticos promedio de Majiang (1981−2010) | Parámetros climáticos promedio de Majiang (1981−2010) | Parámetros climáticos promedio de Majiang (1981−2010) | Parámetros climáticos promedio de Majiang (1981−2010) |
| Mes                                                   | Ene.                                                  | Feb.                                                  | Mar.                                                  | Abr.                                                  | May.                                                  | Jun.                                                  | Jul.                                                  | Ago.                                                  | Sep.                                                  | Oct.                                                  | Nov.                                                  | Dic.                                                  | Anual                                                 |
| ----------------------------------------------------- | ----------------------------------------------------- | ----------------------------------------------------- | ----------------------------------------------------- | ----------------------------------------------------- | ----------------------------------------------------- | ----------------------------------------------------- | ----------------------------------------------------- | ----------------------------------------------------- | ----------------------------------------------------- | ----------------------------------------------------- | ----------------------------------------------------- | ----------------------------------------------------- | ----------------------------------------------------- |
| Temp. máx. abs. (°C)                                  | 21.8                                                  | 28.9                                                  | 31.3                                                  | 33.2                                                  | 33.2                                                  | 32.4                                                  | 34.1                                                  | 34.5                                                  | 33.3                                                  | 30.5                                                  | 27.4                                                  | 23.8                                                  | '                                                     |
| Temp. máx. media (°C)                                 | 6.9                                                   | 9.3                                                   | 13.8                                                  | 19.6                                                  | 23.3                                                  | 25.6                                                  | 27.6                                                  | 28.0                                                  | 24.9                                                  | 19.5                                                  | 15.1                                                  | 10.0                                                  | 18.6                                                  |
| Temp. media (°C)                                      | 3.7                                                   | 5.7                                                   | 9.6                                                   | 15.1                                                  | 19.1                                                  | 21.8                                                  | 23.6                                                  | 23.4                                                  | 20.4                                                  | 15.6                                                  | 11.1                                                  | 6.2                                                   | 14.6                                                  |
| Temp. mín. media (°C)                                 | 1.6                                                   | 3.4                                                   | 6.9                                                   | 12.0                                                  | 15.9                                                  | 19.0                                                  | 20.8                                                  | 20.2                                                  | 17.1                                                  | 12.9                                                  | 8.3                                                   | 3.5                                                   | 11.8                                                  |
| Temp. mín. abs. (°C)                                  | -6.9                                                  | -6.2                                                  | -4.2                                                  | 1.6                                                   | 6.4                                                   | 11.4                                                  | 13.0                                                  | 13.9                                                  | 9.4                                                   | 3.0                                                   | -4.3                                                  | -6.6                                                  | '                                                     |
| Precipitación total (mm)                              | 40.7                                                  | 42.0                                                  | 62.8                                                  | 104.3                                                 | 185.1                                                 | 240.7                                                 | 220.1                                                 | 124.5                                                 | 104.5                                                 | 94.1                                                  | 61.1                                                  | 29.9                                                  | 1309.8                                                |
| Humedad relativa (%)                                  | 85                                                    | 84                                                    | 83                                                    | 82                                                    | 82                                                    | 84                                                    | 82                                                    | 81                                                    | 80                                                    | 83                                                    | 81                                                    | 79                                                    | 82.2                                                  |
| Fuente: China Meteorological Data Service Center      |                                                       |                                                       |                                                       |                                                       |                                                       |                                                       |                                                       |                                                       |                                                       |                                                       |                                                       |                                                       |                                                       |

## Recursos
El condado de Majiang es conocido como la "ciudad natal del zinc y el selenio en China". El condado es rico en recursos minerales. A partir de 2011, en el condado de Majiang se han descubierto 24 tipos de carbón mineral, metalales y plomo.
Los minerales probados incluyen, carbón mineral, uranio, hierro mineral metálico, plomo, zinc, potasio, vanadio , manganeso, bauxita , barita minerales no metálicos. Existen 22 tipos de fósforo, cuarcita , arenisca, pirita, piedra caliza , dolomita , mármol, fluorita, calcita , suelo cerámico, pizarra y arcilla, minerales polimetálicos de oro, plata y cobre.